# Hieracium chacoense
Hieracium chacoense es una especie de planta con flor del género Hieracium, de la familia Asteraceae, orden Asterales.

## Distribución
Hieracium chacoense se distribuye por Argentina.

## Taxonomía
Fue descrita científicamente por (Zahn) Sleum. Fue publicada en Bot. Jahrb. Syst. 77: 96 (1956).